# Grande isola della guerra
La Grande isola della guerra (in serbo, Велико ратно острво / Veliko ratno ostrvo), è un'isola fluviale della città di Belgrado, capitale della Serbia.

## Localizzazione
L'isola si trova alla confluenza tra il fiume Sava e il Danubio. Territorialmente, appartiene alla municipalità di Zemun; circa 200 metri la dividono, a sud est, dalla parte più settentrionale del centro di Belgrado, ossia il Kalemegdan, e, a est, da Novi Beograd. Di fronte alla sua costa, a separarla dal quartiere di Ušće, nella municipalità di Novi Beograd, sorge la piccola isola della guerra.

## Geografia
La Grande isola della guerra ha una forma vagamente triangolare; copre un'area di 2,11 km². Il terreno è piatto e in gran parte paludoso, spesso, inondato dal fiume.
All'interno dell'isola sorge il Veliki Galijaš, un canale naturale divenuto un piccolo lago nel quale vivono diverse specie di pesci e meta di uccelli migratori. La presenza di volatili sull'isola ne ha fatto un centro di ricerca ornitologico: gli uccelli vengono monitorati, classificati e anche accuditi in apposite strutture realizzate per il progetto. Le specie di uccelli più diffuse sono i corvi, gli storni, gli aironi, le quaglie, le cicogne, i passeri e i piccioni. La maggior parte del territorio è ricoperta di boschi, in particolare di pioppi, frassini, e di diverse specie di conifere; nelle zone paludose sono numerosi i canneti e i giuncheti.

## Storia
Il nome militare dell'isola è dovuto all'uso che durante tutta la storia della città ne è stato fatto, ossia punto strategico per assediare Belgrado o per difenderla. Da qui furono scagliati i cannoneggiamenti contro la fortezza durante l'assedio portato alla città, nel 1521, da parte dell'esercito ottomano di Solimano I; nel 1806, l'armata ribelle di Karađorđe Petrović vi sferrò l'attacco alla città in mano ai turchi; nel 1915 le forze austro-ungariche usarono quest'isola per attaccare la città.
Nel 1948, quando si decise di costruire gli insediamenti di Novi Beograd, le autorità decisero di distruggere l'isola per usarne il terreno per coprire le zone paludose nel nuovo quartiere. Il Danubio, però, continuava a depositare detriti sull'isola, tanto che la sua distruzione non fu realizzabile. Sorte diversa ebbe la piccola isola della guerra che, sottoposta ad un minore rilascio di materiale da parte del fiume, fu in gran parte sbancata: quello che ne resta oggi, è, infatti, solo una piccola parte di ciò che era prima del 1948.

## Sviluppi recenti
Le ipotesi per un diverso utilizzo dell'isola sono molteplici. Nei primi anni 2000 si è pensato di adibirla a parco di divertimento o di spostarvi lo zoo di Belgrado. Nel 2002 è stata dichiarata zona di riproduzione ittica ed  è stata vietata la costruzione di qualunque tipo di edificio.
Un'altra ipotesi fu quella di trasformarla in un parco etnologico in cui diverse nazioni potessero esporre a turno i propri reperti, ma il progetto decadde nel 2005, quando si decise di lasciare l'isola intatta. Dopo le alluvioni del 2006 durante le quali l'isola fu seriamente danneggiata, sono iniziati nuovi lavori di risistemazione che hanno compreso lo scavo di un canale di 300 metri per riconnettere il Veliki Galijaš al fiume ed evitarne il prosciugamento nei mesi caldi.